# هاتون وست اند تشستر (تشيشير)
هاتون وست اند تشستر (بالإنجليزية: Hatton, Cheshire West and Chester)‏ هي قرية و أبرشية مدنية تقع في المملكة المتحدة في إنجلترا. يقدر عدد سكانها بـ 120 نسمة .